# Mohamad Merhe Mortada
Mohamad Merhe Mortada (* 31. Mai 1998) ist ein libanesischer Leichtathlet, der sich auf den Sprint spezialisiert hat.

## Sportliche Laufbahn
Erste internationale Erfahrungen sammelte Mohamad Merhe Mortada im Jahr 2019, als er bei der Sommer-Universiade in Neapel mit 22,12 s und 49,46 s jeweils in der ersten Runde über 200 und 400 Meter ausschied. 2023 schied er bei den Hallenasienmeisterschaften in Astana mit 48,95 s im Halbfinale im 400-Meter-Lauf aus und im Juli kam er bei den Asienmeisterschaften in Bangkok mit 48,62 s nicht über den Vorlauf hinaus. Anschließend schied er auch bei den Spielen der Frankophonie mit 48,40 s in der Vorrunde über 400 Meter aus und gewann mit der libanesischen 4-mal-400-Meter-Staffel in 3:11,74 min die Bronzemedaille hinter den Teams aus Marokko und dem Senegal. Im Jahr darauf belegte er bei den Hallenasienmeisterschaften in Teheran in 49,16 s den fünften Platz.
In den Jahren 2022 und 2023 wurde Merhe Mortada libanesischer Meister im 400-Meter-Lauf.

## Persönliche Bestzeiten
- 200 Meter: 22,10 s (−1,0 m/s), 13. August 2021 in Jamhour
- 400 Meter: 46,94 s, 11. August 2022 in Jamhour
  - 400 Meter (Halle): 47,78 s, 29. Januar 2023 in Bursa (libanesischer Rekord)